# Dypsis curtisii
Espèce
Statut de conservation UICN

 EN B2ab(iii) : En danger
Dypsis curtisii est une espèce de palmiers (Arecaceae), endémique de Madagascar. En 2012 elle est considérée par l'IUCN comme une espèce en danger d’extinction. Alors qu'en 1995 les données étaient insuffisantes.

## Répartition et habitat
Cette espèce endémique de Madagascar est présente entre 400 et 1 500 m d'altitude. Elle pousse dans les forêts de sub-montagne et de montagne.